# Фузеа (Удине)
Фузеа је насеље у Италији у округу Удине, региону Фурланија-Јулијска крајина.
Према процени из 2011. у насељу је живело 233 становника. Насеље се налази на надморској висини од 691 м.